# Каркошкі (Ленчицький повіт)
Каркошкі (пол. Karkoszki) — село в Польщі, у гміні Дашина Ленчицького повіту Лодзинського воєводства.
Населення — 102 особи (2011).
У 1975-1998 роках село належало до Плоцького воєводства.

## Демографія
Демографічна структура станом на 31 березня 2011 року:
|          | Загалом | Допрацездатний вік | Працездатний вік | Постпрацездатний вік |
| -------- | ------- | ------------------ | ---------------- | -------------------- |
| Чоловіки | 51      | 9                  | 36               | 6                    |
| Жінки    | 51      | 9                  | 26               | 16                   |
| Разом    | 102     | 18                 | 62               | 22                   |